# Rondon do Pará
Rondon do Pará är en kommun i Brasilien.   Den ligger i delstaten Pará, i den centrala delen av landet, 1 300 km norr om huvudstaden Brasília. Antalet invånare är 46 974.
I omgivningarna runt Rondon do Pará växer i huvudsak städsegrön lövskog. Runt Rondon do Pará är det mycket glesbefolkat, med 5 invånare per kvadratkilometer.